# Cuitzeo (kommun)
Cuitzeo är en kommun i Mexiko.   Den ligger i delstaten Michoacán de Ocampo, i den centrala delen av landet, 220 km väster om huvudstaden Mexico City.
Följande samhällen finns i Cuitzeo:
- Cuitzeo del Porvenir
- San Agustín del Pulque
- San Juan Benito Juárez
- Cuamio
- Doctor Miguel Silva
- Epifanio C. Pérez
- Colonia de Rancho Seco
- Colonia Chupícuaro
- La Palma
- Puerta del Salto